# Cayo Casio Longino (cónsul 96 a. C.)
Cayo o Gayo Casio Longino  fue cónsul en 96 a. C. junto con Cneo Domicio Enobarbo.

## Biografía
Fue hijo del cónsul Lucio Casio Longino Ravila. Su carrera política (en latín, cursus honorum) comenzó como monetarius (magistrado encargado de la acuñación) en la penúltima década del siglo II a. C. y sufrió un revés temporal durante su candidatura al tribunado de la plebe. Fue elegido pretor en 99 a. C. En el año 87 a. C. el procónsul Cneo Pompeyo Estrabón que dirigía la lucha contra Cayo Mario enfermó y el Senado decidió que Casio lo reemplazara al frente del ejército. Es mencionado por Marco Tulio Cicerón como una de las personas que fueron elegidas cónsules a pesar de no haber logrado ser edil curul.